# Turawa (gemeente)
De gemeente Turawa is een landgemeente in het Poolse woiwodschap Opole, in powiat Opolski (Silezië).
De zetel van de gemeente is in Turawa.
Op 30 juni 2004 telde de gemeente 9.547 inwoners.

## Oppervlakte gegevens
In 2002 bedroeg de totale oppervlakte van gemeente Turawa 171,46 km², waarvan:
- agrarisch gebied: 30%
- bossen: 52%

De gemeente beslaat 10,81% van de totale oppervlakte van de powiat.

## Demografie
Stand op 30 juni 2004:
| Omschrijving                   | Totaal | Totaal | Vrouwen | Vrouwen | Mannen | Mannen |
| ------------------------------ | ------ | ------ | ------- | ------- | ------ | ------ |
| eenheid                        | aantal | %      | aantal  | %       | aantal | %      |
| inwoners                       | 9.547  | 100    | 4.905   | 51,4    | 4.642  | 48,6   |
| bevolkingsdichtheid (inw./km²) | 55,7   | 55,7   | 28,6    | 28,6    | 27,1   | 27,1   |

In 2002 bedroeg het gemiddelde inkomen per inwoner 1.297,16 zł.

## Administratieve plaatsen (sołectwo)
- Bierdzany
- Kadłub Turawski
- Kotórz Mały
- Kotórz Wielki
- Ligota Turawska
- Osowiec (z przysiółkiem Trzęsina)
- Rzędzów (lokalnie używana nazwa Rzędów)
- Turawa (z przysiółkiem Marszałki)
- Węgry
- Zakrzów Turawski
- Zawada

## Overige plaatsen
Borek

## Aangrenzende gemeenten
Chrząstowice, Lasowice Wielkie, Łubniany, Opole, Ozimek, Zębowice
- Gemeinsame Normdatei: 4265908-5
- Library of Congress Control Number: n86091224
- Nationale Bibliotheek van Israël: 987007562443405171
- Virtual International Authority File: 157189083